# 豬標一族
《豬標一族》是一部1990年上映的香港警匪电影，由黃華麒執導及監製、麥順玲編劇。由萬梓良、張學友主演。

## 剧情
本片主要講述老千任千行，因被發現涉嫌詐騙而被踢出警察隊伍，但他卻沒有對外公佈，反而還說自己被調去重案組。其實，任千行為一個老千，他一早被被踢出警察隊伍，但他為了繼續詐騙別人的金錢，接近部分警員后，開始繼續他的詐騙行動……

## 演員表
| 演員   | 角色   | 粵語配音 | 備註 |
| 萬梓良 | 任千行 | 朱子聰   | 大老千 為了繼續自己的詐騙行動，即使被踢出警察隊伍仍假裝說被調去重案組 包不平之下屬 為人狂妄自大，為詐騙別人的金錢，不擇手段用各種方式騙別人 最后承認自己的詐騙，令眾警員憤怒不已，但因自己收賣總警司而被其安全帶走 |
| 張學友 | 蔡子强 | 張炳強   | 大煙槍、踩屎強 小混混，癮君子 樣貌醜陋，眼部分有大量黑眼圈 最終成為警方綫人，樣貌變得帥氣，並向楚留香透露每破一宗案便能獲得二十萬綫人費                                                                            |
| 冼煥貞 | 阿玉   | 曾慶珏   | 包不平之女 后被任千行誘惑為其女友 |
| 吳元俊 | 何勁秋 | 吳元俊   | 長短洲警署特警組長 任千行之前隊友，最終反目 包不平之下屬 最終任千行承認自己的詐騙后憤怒之下把其打傷 |
| 秦沛   | 包不平 | 陳欣     | 長短洲警署警長 任千行、何勁秋之上司，先和何勁秋不和，后和任千行反目 最終任千行承認自己的詐騙后憤怒之下與其反目 長短洲警署中唯一沒有墮入任千行騙局的警員                                                            |
| 王書麒 | 楚留香 | 黃志明   | 長短洲警署警察 任千行之同事，最終反目 包不平、何勁秋之下屬 調查蔡子强，后和好 最終任千行承認自己的詐騙后把其打傷                                                                                                   |
| 金燕玲 | 雲英梅 |          | 長短洲警署警察 包不平之妻 |
| 麥長青 | 阿勝   | 陳永信   | 長短洲警署警察 任千行之同事，曾受其接濟，后反目 包不平、何勁秋之下屬 最終任千行承認自己的詐騙后把其打傷 |